# 2016 K리그 자유선발
2015 K리그 드래프트를 마지막으로 드래프트제가 전면 폐지되고, 2016년부터는 다시 자유선발제가 부활하였다. K리그에서는 2016년부터 K리그 클래식과 K리그 챌린지에서 뛰게 될 신인 선수들을 우선지명 및 자유계약의 형식으로 선발한다.

## 지명방법 구분
드래프트 제도가 폐지됨에 따라 2016년 신인은 우선지명과 자유선발을 통해 각 구단에 입단하게 된다. K리그 구단 산하 유소년 클럽 출신 신인선수는 클럽 우선지명으로 해당 구단에 입단하는 것이 원칙이다. 구단은 클럽 우선지명 선수에게 계약금을 지급할 수 있고, 계약금 최고 1억 5천만원, 계약기간 5년, 기본급 3,600만원으로 계약할 수 있다. 계약급 미지급 선수는 계약기간 3~5년, 기본급 2,000만원~3,600만원이다. 한편, 우선지명되지 않은 선수는 10월부터 자율적으로 소속 클럽을 포함한 모든 구단과 입단 협의를 할 수 있다.
우선지명 선수를 제외하고 2016년부터 입단하는 모든 신인선수들을 자유선발로 선발한다. 각 구단은 S등급(계약금 최고 1억 5천만원, 기본급 3,600만원, 계약기간 5년) 3명을 자유선발 할 수 있고, 계약금을 지급하지 않는 A등급(기본급 2,400~3,600만원, 계약기간 3~5년), B등급(기본급 2,000만원, 계약기간 1년) 선수를 무제한으로 영입할 수 있다.
| 명칭                | 명칭                | 계약금             | 연봉                       | 계약 기간 |
| 클럽 유스 우선 지명 | 클럽 유스 우선 지명 | 최고 1억 5,000만원 | 기본급 3,600만원           | 5년       |
| 클럽 유스 우선 지명 | 클럽 유스 우선 지명 | 미지급             | 기본급 2,000만 ~ 3,600만   | 3 ~ 5년   |
| 자유선발            | S등급 (3명)         | 최고 1억 5,000만원 | 3,600만원                  | 5년       |
| 자유선발            | A등급 (무제한)      | 미지급             | 기본급 2,400만 ~ 3,600만원 | 3 ~ 5년   |
| 자유선발            | B등급 (무제한)      | 미지급             | 2,000만원                  | 1년       |

## 지명 결과

### 클럽유스 우선지명
| 지명팀 (유스 고교)                     | 프로 직행 선수 | 대학 진학 선수                                                                         | 과거 우선지명 선수 중 2016년 입단자               |
| -------------------------------------- | -------------- | -------------------------------------------------------------------------------------- | ------------------------------------------------- |
| 전북 현대 모터스 (영생고)              | 박정호         | 김승용, 김재영, 김호윤, 류정규, 이재준, 조수빈, 조준수, 한범서                         |                                                   |
| 수원 삼성 블루윙즈 (매탄고)            | 김진래, 유한솔 | 김민호, 송진규, 이이기, 이연규, 나준수                                                 | 2012년 김선우, 은성수 2013년 강성진 2014년 김건희 |
| 포항 스틸러스 (포항제철고)             | 김로만, 우찬양 | 권기표, 권승철, 김동현, 이동진, 서정현, 노영욱, 방예찬, 김인성, 이진현                 | 2013년 김동현, 김종석, 정원진                     |
| FC 서울 (오산고)                       | 신성재, 이현구 | 손정호, 정진욱, 김지호, 정형규                                                         | 2012년 김학승, 주형준                             |
| 성남 FC (풍생고)                       |                | 김성주, 고석, 신동석, 이시영, 김용환, 이민국                                           | 2013년 김동준                                     |
| 제주 유나이티드 (제주 유나이티드 U-18) |                | 최윤성, 정태욱, 이재원, 김무건, 이민혁, 한대윤, 원주성, 김재원, 박희강, 김시훈         | 2012년 왕건명 2013년 고윤철                       |
| 울산 현대 (현대고)                     | 김건웅         | 이형관, 이상민, 김민덕, 인석환, 오인표, 이동경, 박하빈                                 | 2012년 김민규, 이병화                             |
| 인천 유나이티드 (대건고)               |                | 김동헌, 박명수, 유수현, 최범경, 표건희, 박형민, 이제호                                 | 2013년 한남규                                     |
| 전남 드래곤즈 (광양제철고)             | 한찬희         | 김상현, 김진성, 이민형, 이찬우, 최병석, 최익진, 추정호, 박종철, 이종현, 장성준         | 2012년 허용준                                     |
| 광주 FC (금호고)                       |                | 김대준, 조여송, 정동규, 조병철, 임영욱, 김주현, 손민우, 조현우, 전성민, 정문철, 이기운 | 2012년 조주영                                     |
| 부산 아이파크 (개성고)                 | 이준서         | 도용욱, 조범기, 이진환, 정택환, 이상벽, 이세원, 이주헌, 조익성                         |                                                   |
| 대전 시티즌 (충남기공고)               | 임준식         | 조현진, 박정현, 김동수, 서지우, 유정태, 윤정현, 최성민, 배은식, 추덕현, 문상혁         | 2013년 이동수                                     |
| 상주 상무 (용운고)                     |                | 송범근, 박규태, 김태성, 고유성, 이상원, 김예찬                                         |                                                   |
| 수원 FC (수원 FC U-18)                 |                |                                                                                        |                                                   |
| 대구 FC (현풍고)                       | 서재민         | 이찬희, 이희선                                                                         | 2014년 송영민                                     |
| 부천 FC 1995 (부천 FC 1995 U-18)       | 이윤환         |                                                                                        |                                                   |
| FC 안양 (안양공고)                     | 박한준         | 신민기, 서성제, 안인수, 이지환, 조규성, 최병근                                         |                                                   |
| 강원 FC (강릉제일고)                   |                | 한석희, 김경훈, 홍승기, 박철, 김재현                                                   | 2013년 박요한                                     |
| 경남 FC (진주고)                       | 박현우         | 이영민, 장성호, 윤대원, 진경찬, 허동국                                                 |                                                   |
| 안산 무궁화 (안산 경찰청 U-18)         |                | 심재민                                                                                 |                                                   |
| 충주 험멜 (충주상고)                   |                | 이준기, 윤원호, 천민령, 박건호, 김용대, 김연호, 서민성, 박주신, 지원근                 |                                                   |

### 자유계약
자유계약은 K리그 클래식과 K리그 챌린지 참가팀이 S등급 최대 3명, A, B등급은 무제한으로 선발하여 공시할 수 있다.
| 구단               | 자유계약 선수 |
| ------------------ | --- |
| 전북 현대 모터스   | 이한도 (용인대), 최규백 (대구대), 명준재 (고려대), 최동근 (서울문화예대), 김진세 (군산제일고), 최정우 (홍익대) |
| 수원 삼성 블루윙즈 | 문준호 (용인대), 고승범 (경희대), 장호익 (호남대) |
| 포항 스틸러스      | 이래준 (동래고) |
| FC 서울            | 임민혁 (수원공고), 김정환 (신갈고), 김주영 (중경고), 이민규 (고려대), 정예찬 (중경고) |
| 성남 FC            | 김명수 (관동대), 박인우 (원광디지털대), 박재우 (천안 FC), 최명진 (광주대), 이범수 (명지대), 이상하 (경희대), 권혁준 (문경대) |
| 제주 유나이티드    | 박하람 (관동대) |
| 울산 현대          | 박지우 (숭실대), 설태수 (울산대), 유동곤 (고려대), 장순혁 (중원대), 정현철 (명지대) |
| 인천 유나이티드    | 김세훈 (중앙대), 조영준 (용인시청), 이현성 (용인대), 송시우 (단국대), 곽성욱 (아주대), 홍정률 (인천대), 김태훈 (대구대), 박병현 (관동대) |
| 전남 드래곤즈      | 김경재 (아주대), 고태원 (호남대), 한지원 (건국대) |
| 광주 FC            | 김상욱 (세한대), 김시우 (안동고), 김진수 (아우크스부르크 U-23), 박동진 (한남대), 윤보상 (울산대), 이민기 (전주대), 정동윤 (성균관대), 홍준호 (전주대), 황인재 (남부대)                                                                                 |
| 부산 아이파크      | 박경록 (동아대), 김대호 (울산대), 김형근 (영남대), 이동일 (성균관대), 박병현 (상지대), 김종민 (충북대), 이정진 (배재대), 이정근 (문경대) |
| 대전 시티즌        | 강영제 (조선대), 강윤성 (대구공고), 김동곤 (인천대), 김지철 (예원예대), 김해식 (한남대), 김형진 (배재대), 박대훈 (서남대), 변정석 (인천대), 염광빈 (수원대), 유승완 (성균관대), 장준영 (용인대), 조예찬 (용인대), 최영효 (성균관대)                    |
| 수원 FC            | 윤태수 (아주대), 이창무 (홍익대), 김지훈 (광운대), 여인언 (한남대), 김성현 (성균관대) |
| 대구 FC            | 김대원 (보인고), 김우석 (신갈고), 박세진 (영남대), 박한빈 (신갈고), 임영웅 (보인고), 정승원 (안동고), 정치인 (대구공고), 최수현 (명지대), 홍승현 (동북고), 황준석 (보인고)                                                                             |
| 서울 이랜드 FC     | 김지훈 (원주공고), 김현규 (경희고) |
| 부천 FC 1995       | 조범석 (목포시청), 김대광 (울산현대미포), 임동혁 (숭실대), 정준현 (중앙대) |
| FC 안양            | 정재희 (상지대), 채광훈 (상지대), 김영도 (안동과학대), 최영훈 (연세대) |
| 강원 FC            | 고룡 (호원대), 이남수 (광운대), 허창수 (강릉시청), 정진혁 (사이버한국외대) |
| 고양 Hi FC         | 김민수 (홍익대), 김상준 (남부대), 김종원 (중랑 코러스 무스탕), 김지훈 (청주대), 김필호 (광주대), 남하늘 (청춘 FC), 박승우 (청주대), 우혜성 (홍익대), 윤영준 (상지대), 이예찬 (포천시민), 임홍현 (홍익대), 지구민 (용인대), 허재원 (중랑 코러스 무스탕) |
| 경남 FC            | 오상헌 (창원문성대) |
| 충주 험멜          | 김종국 (선문대), 김태환 (남부대), 김현진 (아주대), 신성용 (호원대), 신동일 (광주대), 정인탁 (성균관대) |